# Los Compartos
Los Compartos es una localidad argentina ubicada en el distrito de General Alvear del Departamento General Alvear, Provincia de Mendoza. Se encuentra 15 km al nordeste de la cabecera distrital, y 6 km al norte de la Ruta Nacional 188.
Cuenta con un destacamento policial y un centro de salud inaugurado en 2010. En la zona se destacó durante 100 años la bodega El Faraón, que llegó a tener más de 200 empleados en sus instalaciones sobre la Ruta 188. Su fundador Víctor Cremaschi inventó un revolucionario método para la fermentación continua que introdujo la tecnología en las bodegas, además de ser pionero en la Argentina de la termovinificación y concentración de mostos.